# Rund um den Henninger-Turm 1978
Il Rund um den Henninger-Turm 1978, diciassettesima edizione della corsa, si svolse il 1º maggio su un percorso di 224 km, con partenza e arrivo a Francoforte sul Meno. Fu vinto dal tedesco occidentale Gregor Braun della Peugeot-Esso-Michelin davanti al belga Rudy Pevenage e all'olandese Hennie Kuiper.

## Ordine d'arrivo (Top 10)
| Pos. | Corridore           | Squadra                   | Tempo    |
| ---- | ------------------- | ------------------------- | -------- |
| 1    | Gregor Braun        | Peugeot-Esso-Michelin     | 5h46'25" |
| 2    | Rudy Pevenage       | Ijsboerke-Gios            | s.t.     |
| 3    | Hennie Kuiper       | Ti-Raleigh-Mc Gregor      | s.t.     |
| 4    | Francesco Moser     | Sanson-Columbus           | a 15"    |
| 5    | Walter Planckaert   | C&A                       | s.t.     |
| 6    | Klaus-Peter Thaler  | Ti-Raleigh-Mc Gregor      | s.t.     |
| 7    | Giuseppe Saronni    | Scic                      | s.t.     |
| 8    | Willy Planckaert    | C&A                       | s.t.     |
| 9    | Roger De Vlaeminck  | Sanson-Columbus           | s.t.     |
| 10   | Herman Van Springel | Marc Zeepcentrale-Superia | s.t.     |